# Marilù Tolo
Maria Lucia "Marilù" Tolo, född 16 januari 1944 i Rom, är en italiensk fotomodell och skådespelerska.

## Roller i urval
- 1964 – Giftas på italienska
- 1966 – Djävulens blomma
- 1966 – Kyss först, skjut se'n
- 1968 – Ett helvete för Commandos
- 1971 – Polisen mot maffian
- 1972 – Den bestialiske
- 1976 – Cours après moi que je t'attrape
- 1978 – En grekisk skeppsredare
- 1979 – Charlies änglar (TV-serie)
- 1981 – Ondskans värdshus
- 1982 – Marco Polo (TV-serie)